# Halluin
Halluin è un comune francese di 20 301 abitanti situato nel dipartimento del Nord nella regione dell'Alta Francia.
Il comune si trova al confine con il Belgio, contiguo alla cittadina di Menen.

## Società

### Evoluzione demografica
Abitanti censiti